# Scorpio and Other Signs
| Recensione | Giudizio |
| ---------- | -------- |
| AllMusic   |          |

Scorpio and Other Signs è un album del vibrafonista e arrangiatore jazz statunitense Gary McFarland, pubblicato dalla casa discografica Verve Records nel marzo del 1968.

## Tracce

### LP
Lato A (MGS-1316)
Musiche di Gary McFarland.
1. Take Care...Beware (Capricorn) – 3:23
2. Whatever-Whenever (Aquarius) – 3:10
3. Days Dipped in Dreams (Pisces) – 2:29
4. Trying to Find a Way (Aries) – 2:44
5. No Other Way (Taurus) – 3:04
6. Thanks, But No Thanks (Gemini) – 2:58

Lato B (MGS-1317)
Musiche di Gary McFarland.
1. Sad Eyes (Cancer) – 2:47
2. Long Live the King (Leo) – 2:31
3. Close Your Eyes and Follow Me (Virgo) – 3:22
4. Can't Help Dancing (Libra) – 2:45
5. Runaway Heart (Scorpio) – 2:44
6. I Don't Need the Rain to See Rainbows (Sagittarius) – 3:04

## Musicisti
- Gary McFarland – vibrafono, voce, arrangiamenti
- (probabile) Marvin Stamm – flicorno
- (probabile) Jerome Richardson – strumento a fiato
- (probabile) João Donato – organo
- (probabile) Warren Bernhardt – tastiere
- (probabile) Sam Brown – chitarra
- (probabile) Chet Amsterdam – basso elettrico
- (probabile) Bill LaVorgna – batteria
- altri musicisti sconosciuti [3]

Note aggiuntive
- Esmond Edwards – produttore
- Val Valentine – direzione delle registrazioni
- Rudy Legname – foto copertina album originale
- Dick Smith – design copertina album originale [4]